# A Child of the Ghetto
A Child of the Ghetto ist ein US-amerikanisches Stummfilm-Melodram des Regisseurs David W. Griffith aus dem Jahr 1910. Das Drehbuch schrieb Stanner E. V. Taylor, der Film ist eine Produktion der Biograph Company. Die Handlung ist im ärmlichen jüdischen Einwanderermilieu der Lower East Side in Manhattan angesiedelt.

## Handlung
Auf einem der ersten Zwischentitel werden der Ort der Handlung und das Milieu genannt: „Rivington Street: The Strugglers“. Die Rivington Street befindet sich in der Lower East Side des New Yorker Stadtteils Manhattan und war zum Beginn des 20. Jahrhunderts ein Zentrum meist mittelloser jüdischer Einwanderer aus Europa.
Die Mutter stirbt in der Gegenwart ihrer heranwachsenden Tochter Ruth in ihrem ärmlichen gemieteten Zimmer. Ruth wird so zur Vollwaise und wird sofort von der Vermieterin gedrängt, sich eine Arbeit zu suchen. Nach einer Weile vergeblicher Suche findet sie eine Beschäftigung als Näherin in Heimarbeit. Als sie zum ersten Mal erledigte Arbeit zurückbringen und ihren Lohn abholen will, wird sie vom Sohn des Fabrikbesitzers, der seinen eigenen Diebstahl vertuschen will, fälschlich beschuldigt. Ruth flieht vor dem Polizisten Quinn durch ein Fenster auf die belebte Straße und schüttelt ihren Verfolger in der Menge ab.
Mit einem Überlandbus fährt sie aufs Land, wo sie an einer Farm verzweifelt und entkräftet zusammenbricht. Sie wird von dem jungen Farmer und seiner Mutter aufgenommen und beginnt ein neues Leben, in der Familie des Farmers mit dessen jüngeren Schwestern und mit der Aussicht auf ein Leben an seiner Seite. Der Polizist, dem sie entkommen ist, macht mit einem Kollegen einen Angelausflug. Dabei begegnet er Ruth, die er in ihrer neuen Kleidung und der ungewohnten Umgebung nicht sofort erkennt. Als er sich erinnert und zurückkehrt, um sie zu verhaften, kann sie ihn von ihrer Unschuld überzeugen und von seiner Absicht abbringen. Quinn geht lächelnd zu seinem Angelfreund und lässt Ruth mit dem Farmer als Paar zurück.

## Produktionsnotizen
A Child of the Ghetto entstand auf dem Höhepunkt von Griffiths Tätigkeit für die Biograph und zeigt deutlich die Fortentwicklung seiner Fähigkeiten als Regisseur. Im Vergleich zu den Filmen des Jahres 1909 und davor zeigt A Child of the Ghetto etwas schnellere Bildschnitte und mehr Zwischentitel. Die Zahl der Einstellungen hat gegenüber Romance of a Jewess bei etwa gleicher Filmlänge von dreizehn auf 46 zugenommen. Die größte Auswirkung hat jedoch das Herangehen an die Darsteller. Im Unterschied zu früheren Aufnahmen werden die Darsteller nun häufig als Zweidrittel-Figuren aufgenommen. So zeigt beispielsweise der grübelnde Polizist dem Zuschauer eine komplexe Mimik, die früher nicht wahrgenommen werden konnte. Eine weitere Besonderheit sind die offenbar mit einer versteckten Kamera aufgenommenen Straßenszenen mit der umherirrenden Ruth.
A Child of the Ghetto ist ein One-Reeler auf 35-mm-Film mit einer Länge von 969 Fuß. Der Film kam am 6. Juni 1910 in die US-amerikanischen Kinos. Eine im Jahr 2014 digital restaurierte Kopie befindet sich im National Center for Jewish Film an der Brandeis University in Waltham, Massachusetts.

## Hintergrund
Das Thema des Films – ein Opfer der überbevölkerten Großstadt findet Erlösung auf dem Land – spiegelt eine in New York City zwischen 1908 und 1911 intensiv geführte Diskussion um die congestion (deutsch: Verstopfung) der Stadt und ihre negativen Auswirkungen auf die Menschen wider. Als ein fortschrittlicher Ausweg wurden Umsiedlungsprogramme angesehen, mit denen insbesondere die ärmeren Bevölkerungsschichten aus der ungesunden Stadt herausgebracht werden sollten. A Child of the Ghetto wirkt wie ein Werbefilm für solche Programme, indem Griffith einen scharfen Kontrast zwischen der Stadt mit ihrem Elend, der Ausbeutung und der falschen Verdächtigung auf der einen Seite und dem Land mit Gesundheit, Vertrauen, Schönheit und Liebe als Gegenentwurf zeichnet. Allerdings ein Gegenentwurf, der die Frau auf die Rolle der glücklichen Mutter und Hausfrau festlegt, wie sie von der Mutter des Farmers vorgelebt wird.
Die rasche Abfolge von schnell heruntergedrehten Filmen der frühen Stummfilmzeit erlaubte es, in kurzer Zeit auf aktuelle Ereignisse zu reagieren. Möglicherweise war für Griffith der von Clara Lemlich angeführte Streik der 20.000 New Yorker Textilarbeiterinnen eine Inspiration, das Los der jüdischen Näherinnen aufzugreifen. Lemlich hatte den von November 1909 bis Februar 1910 dauernden Streik mit Aufrufen und Reden in jiddischer Sprache organisiert und war auch mit der Unterstützung New Yorker Socialites in Teilen der Bevölkerung zur Sympathiefigur geworden. Ein nach dem Tod der Mutter eingeblendeter Zwischentitel, dem zufolge Ruth den Kampf ums Überleben nun alleine führen muss, ist ein deutlicher Hinweis. Die Löhne der Textilarbeiterinnen waren im Verhältnis zu den Mieten so niedrig, dass es schlicht unmöglich war, alleine zur Miete zu leben.

## Kritik
A Child of the Ghetto ist ein Vertreter der in der New Yorker Lower East Side angesiedelten Ghettofilme, als Subgenre des seinerzeit populären Einwandererfilms. David W. Griffith hatte schon wiederholt Filme des Genres gedreht, so 1908 Old Isaacs, the Pawnbroker und die Komödie Romance of a Jewess.
In A Child of the Ghetto erlebt die Protagonistin einen umfassenden Wandel vom verzweifelten Straßenkind zu einer glücklichen Arbeiterin, Partnerin und Frau. Dass die Verwandlung auch die Konversion zum Christentum einschließt, ist kaum erkennbar. Dennoch ist A Child of the Ghetto der erste Ghettofilm, der eine Liebesbeziehung zwischen einer Jüdin und einem Christen positiv darstellt.